# José Lima
Pour les articles homonymes, voir José Lima (football) et Lima (homonymie).
Cet article possède un paronyme, voir José de Lima.
Pas d'image ? Cliquez ici

a Compétitions nationales et continentales officielles uniquement.

b Matchs officiels uniquement.
Dernière mise à jour le 12 mars 2024.
José Lima, né le 24 avril 1992 à Coimbra (Portugal), est un joueur international portugais de rugby à XV évoluant au poste de centre ou d'ailier.

## Biographie

### En club
Recruté dans un premier temps par le centre de formation de l'association RCNM en juillet 2012, il constitue très rapidement une très agréable surprise pour l'équipe première. En effet, Lima donne l'impression de brûler les étapes à 20 printemps à peine. Il fait ses débuts professionnels avec le RC Narbonne en Pro D2 lors de la saison 2012-2013. La saison suivante, il accède au barrages pour la promotion en Top 14 mais son club s'incline en demi-finale contre le SU Agen.
En fin de saison 2014, il signe un contrat de deux saisons en faveur de l'US Carcassonne, également en Pro D2 quelque temps après avoir pourtant prolongé à Narbonne. 
En 2016, il rejoint l'US Oyonnax avec qui il sera sacré champion de France de Pro D2 en 2017. Lors de la saison 2018 il sera prêté au RC Narbonne qui sera relégué en Fédérale 1 à l'issue de cette saison. C'est aussi à l'issue de cette même saison que José Lima quittera l'US Oyonnax pour retourner à l'US Carcassonne où il jouera quatre saisons avant de retrouver en 2022 le RC Narbonne. Après une belle saison que ce soit avec son club ou avec sa sélection, José Lima quitte Narbonne à l'été 2023.

### En sélection
Il joue ses premiers matchs internationaux lors de la saison 2010-2011 en participant au Championnat européen des nations. Il devient également international à sept en jouant notamment quatre matchs des séries mondiales la saison suivante. Il participe aussi à la coupe des nations avec l'équipe espoir. Sous le maillot national portugais, Lima côtoie donc Gonçalo Uva avec qui il a débarqué au RC Narbonne.
Il est sélectionné avec son pays pour participer à la coupe du monde de rugby 2023 en France. Dès le premier match de poule face au Pays de Galles, il est aligné en tant que titulaire au centre. Il est aussi capitaine de l'équipe lors de la première victoire de l'histoire du Portugal en coupe du monde face aux Fidji.

## Palmarès
- Champion de France de Pro D2 en 2017